# Taedia nicholi
Taedia nicholi är en insektsart som först beskrevs av Knight 1926.  Taedia nicholi ingår i släktet Taedia och familjen ängsskinnbaggar. Inga underarter finns listade i Catalogue of Life.